# Nissan Teana
Nissan Teana (яп. 日産・ティアナ Тиана, название означает «рассвет») — автомобиль бизнес-класса, выпускаемый с 2003 года по настоящее время. Предыдущие модели — Nissan Bluebird, Nissan Cefiro и Nissan Laurel. С 2008 года выпускается второе поколение, а с 2014 года третье поколение автомобиля. Он экспортируется как Nissan Maxima и Nissan Cefiro на определённые рынки. Teana разделяет платформу с Nissan Maxima и Nissan Altima, которые продаются в Северной Америке, а также с минивэном Nissan Presage. Teana была доступна в Восточной Азии, России, Украине, Южной Азии, АСЕАН, Австралии, Новой Зеландии, Латинской Америке и Карибском бассейне.

## Первое поколение
Презентация модели для внутреннего японского рынка состоялась 2 февраля 2003 года, а продажи стартовали неделю спустя — 8 февраля, причём только у дилеров Nissan Blue Stage. Помимо Японии, начался экспорт автомобиля и в другие страны. С конца 2003 года автомобиль экспортировался в Австралию, где получил имя Nissan Maxima (такое же имя имеет седан для американских рынков). Китайская модель была представлена в июне 2004 года на Пекинском автосалоне, а продажи начались осенью. Была также налажена сборка модели в Таиланде, откуда Teana экспортировался на некоторые азиатские рынки, например, в Малайзию. На некоторых рынках (например, в Сингапуре) модель продавалась под именем Nissan Cefiro. 30 ноября 2004 была представлена модель для рынка Южной Кореи с изменёнными экстерьером и интерьером, получившая название Renault Samsung SM7. 25 января 2005 была представлена ещё одна, более дешёвая модель, получившая название Renault Samsung SM5. В декабре 2005 года была представлена рестайлинговая модель. 19 июня 2006 года обновлённый автомобиль стал продаваться в России с двигателями объёмом 2,0, 2,3 и 3,5 литра. Цена на модель составляла от 29 900 до 45 000 долларов. В апреле 2007 года начался экспорт в Индию по цене от 2 047 000 рупий.

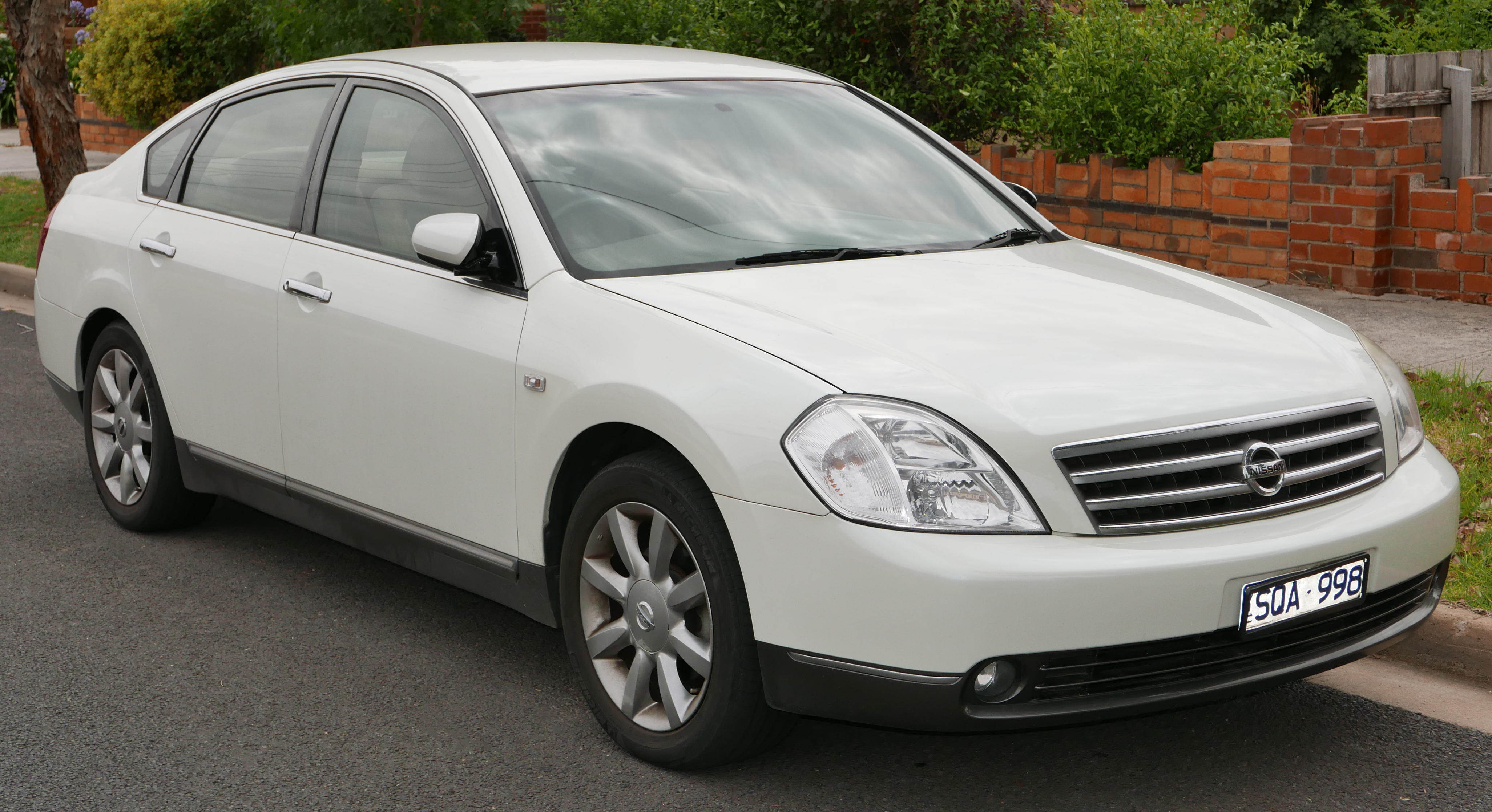
Teana первого поколения
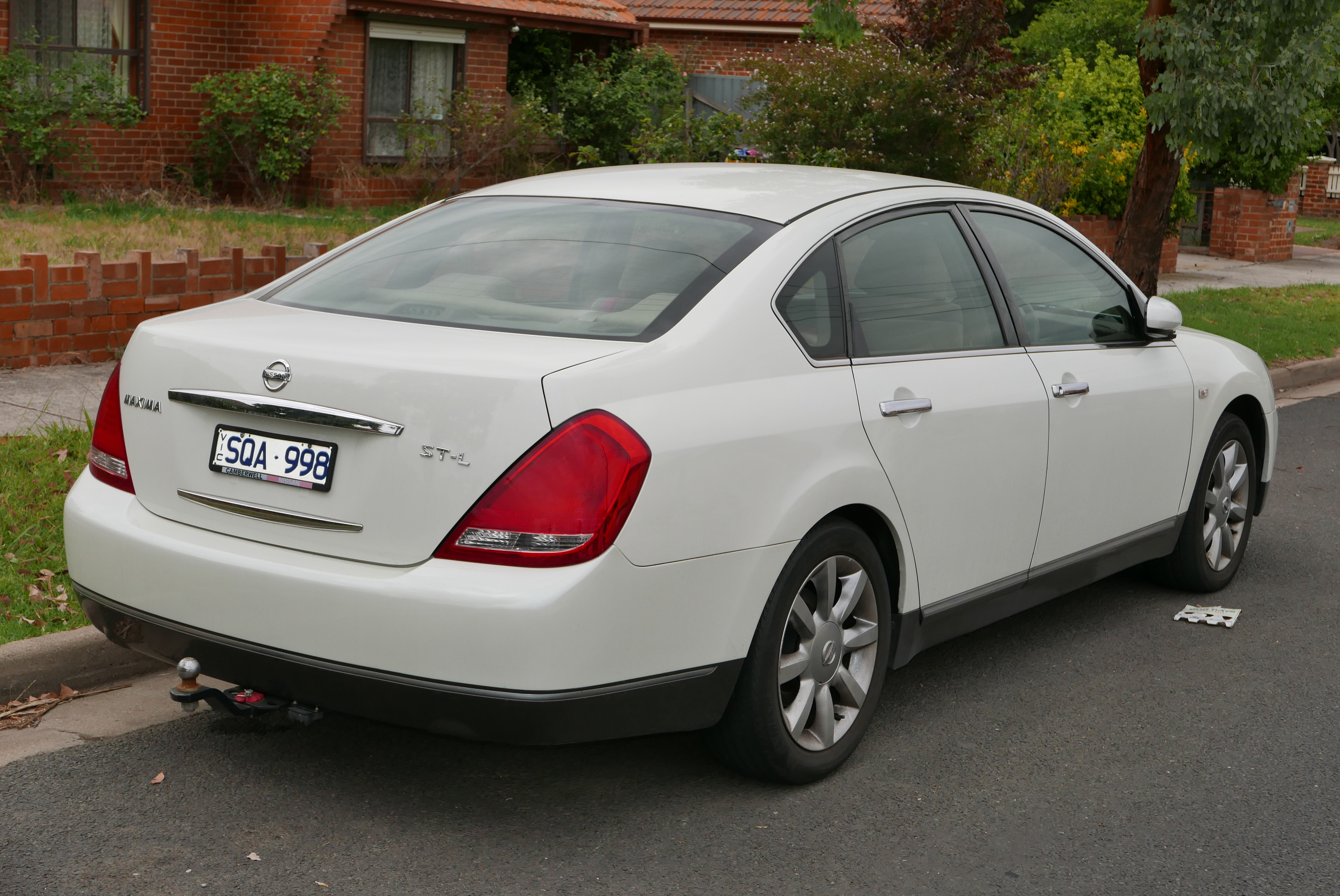
Вид сзади
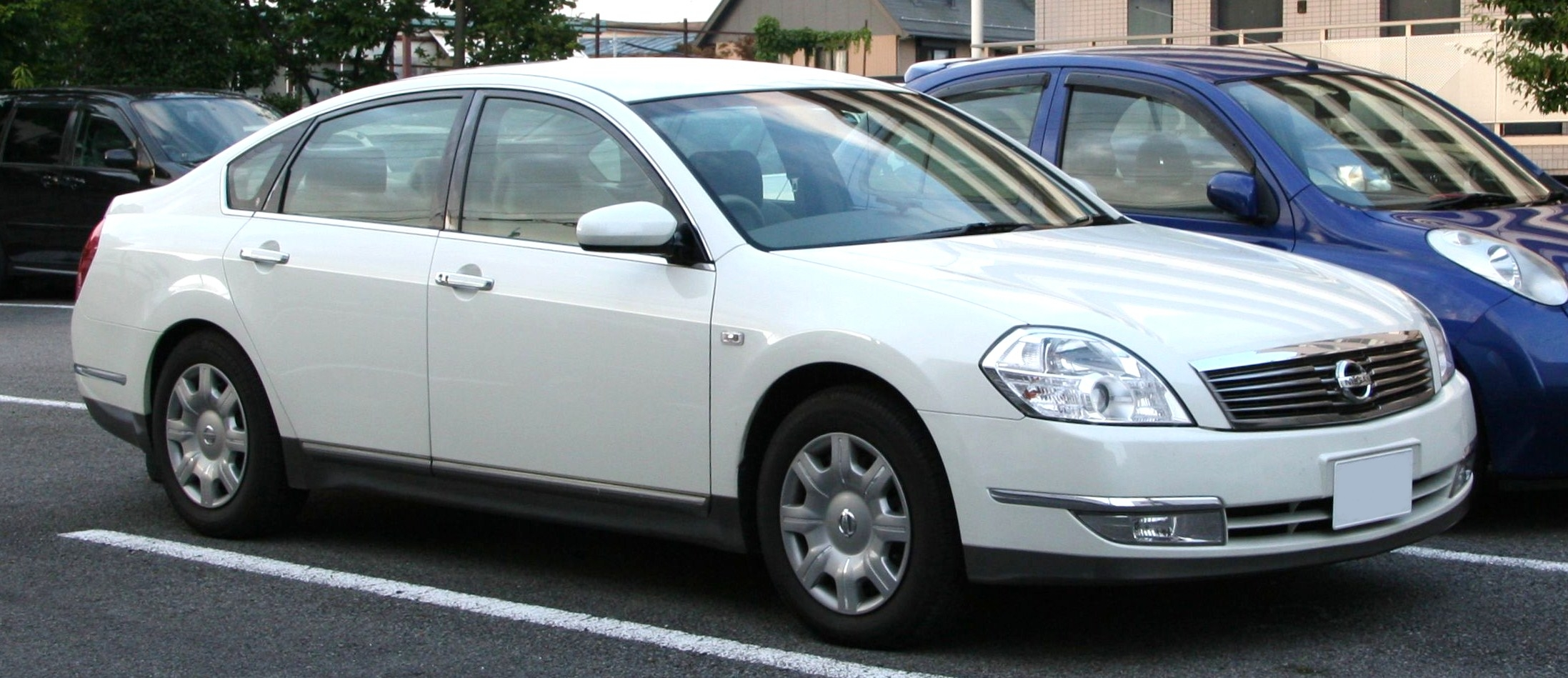
Рестайлинговая модель

## Второе поколение
История модели второго поколения началась в октябре 2007 года, когда на Токийском автосалоне был представлен концепт-кар Nissan Intima. Презентация серийной модели состоялась на Пекинском автосалоне 20 апреля 2008 года. Продажи новой модели в России начались 1 июня 2008 года, раньше всех остальных стран. Через неделю, 7 июня, продажи начались в Японии. В Австралии, как и в случае с предыдущим поколением, модель продавалась под именем Nissan Maxima (не путать с одноимённым американским седаном). В сентябре 2009 года начались продажи в Индии. Помимо Японии, автомобиль начал собираться и в Китае. Сборка на заводе Dongfeng Motor Co. началась 16 июня 2008 года. Для рынка Таиланда сборка осуществлялась на заводе Siam Nissan Automobile Co, расположенном в Самутпракане. В июне 2009 года сборка автомобиля была налажена на заводе компании в Санкт-Петербурге. В ноябре 2010 года началось производство автомобиля в Малайзии, в городе Серендах. С конца 2010 по январь 2015 года Teana собирался в Индии. В декабре 2010 года на автосалоне в Гуанчжоу была представлена рестайлинговая модель для рынка Китая. В июле 2012 года была представлена обновлённая модель для рынка Японии.

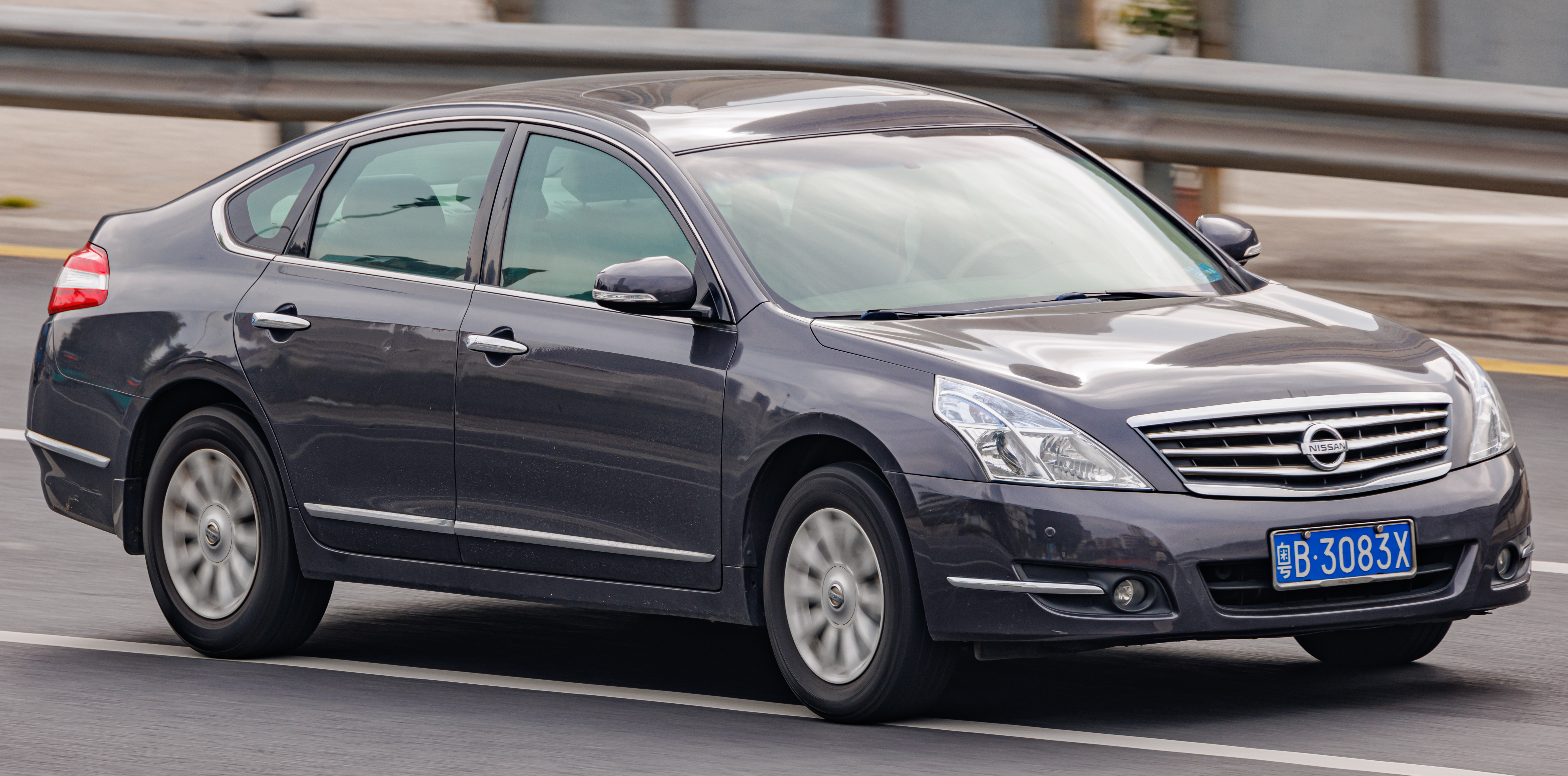
Teana второго поколения
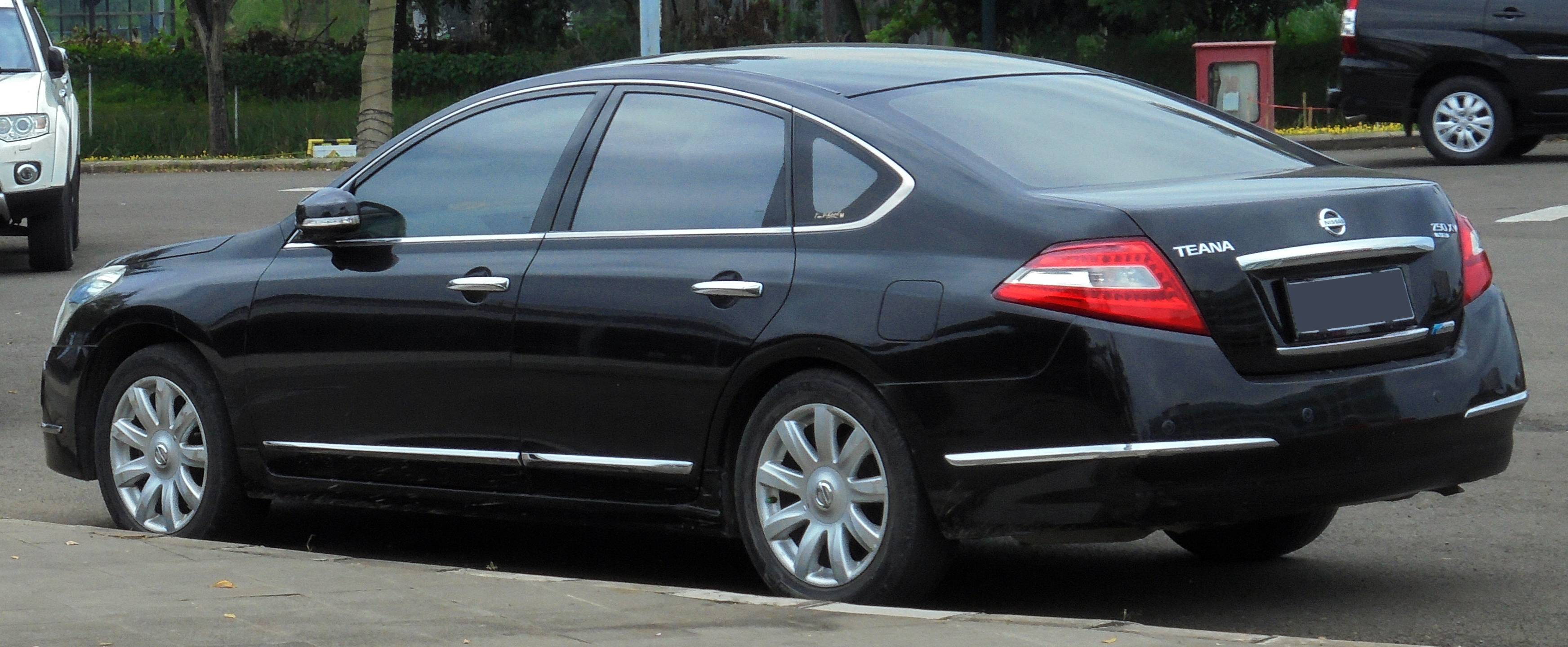
Вид сзади
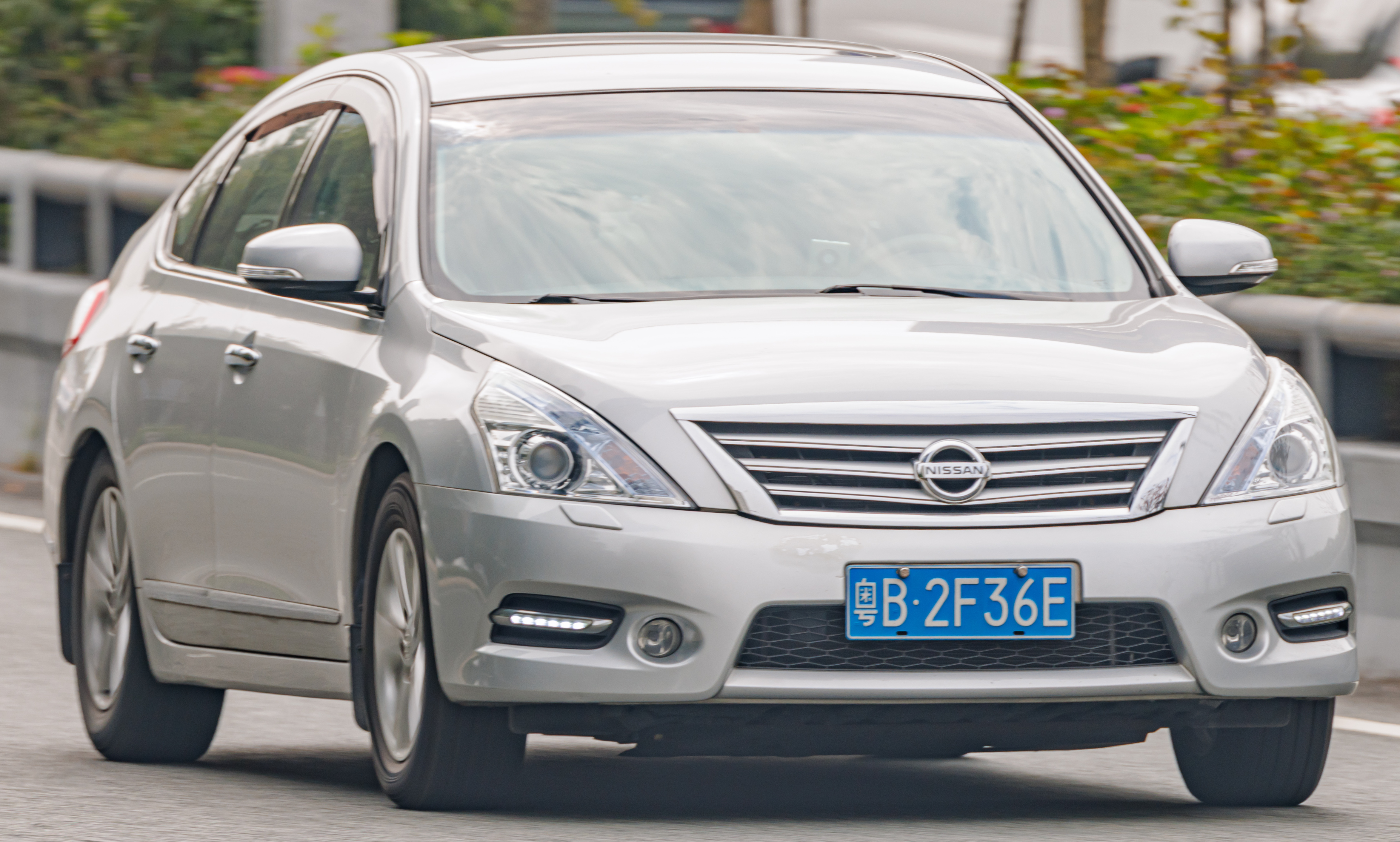
Китайская модель после рестайлинга

## Третье поколение
Третье поколение модели Nissan Teana было представлено в Китае в 2013 году. В 2018 году седан прошёл рестайлинг. Автомобиль по-прежнему был аналогичен модели Nissan Altima для американского рынка.
В 2014 году производство автомобилей для российского рынка началось на заводе компании в Санкт-Петербурге, однако из-за низкого спроса выпуск был прекращён в декабре 2015 года. Nissan Teana предлагался в России с бензиновыми моторами 2.5 и V6 3.5 в сочетании с вариатором.
Спрос на автомобиль оказался очень невысоким, поэтому в декабре 2015 года выпуск машин на заводе в Санкт-Петербурге завершился, а в мае 2016 года модель исчезла из российских автосалонов. За это время в России было продано 2035 единиц Nissan Teana.

### Галерея

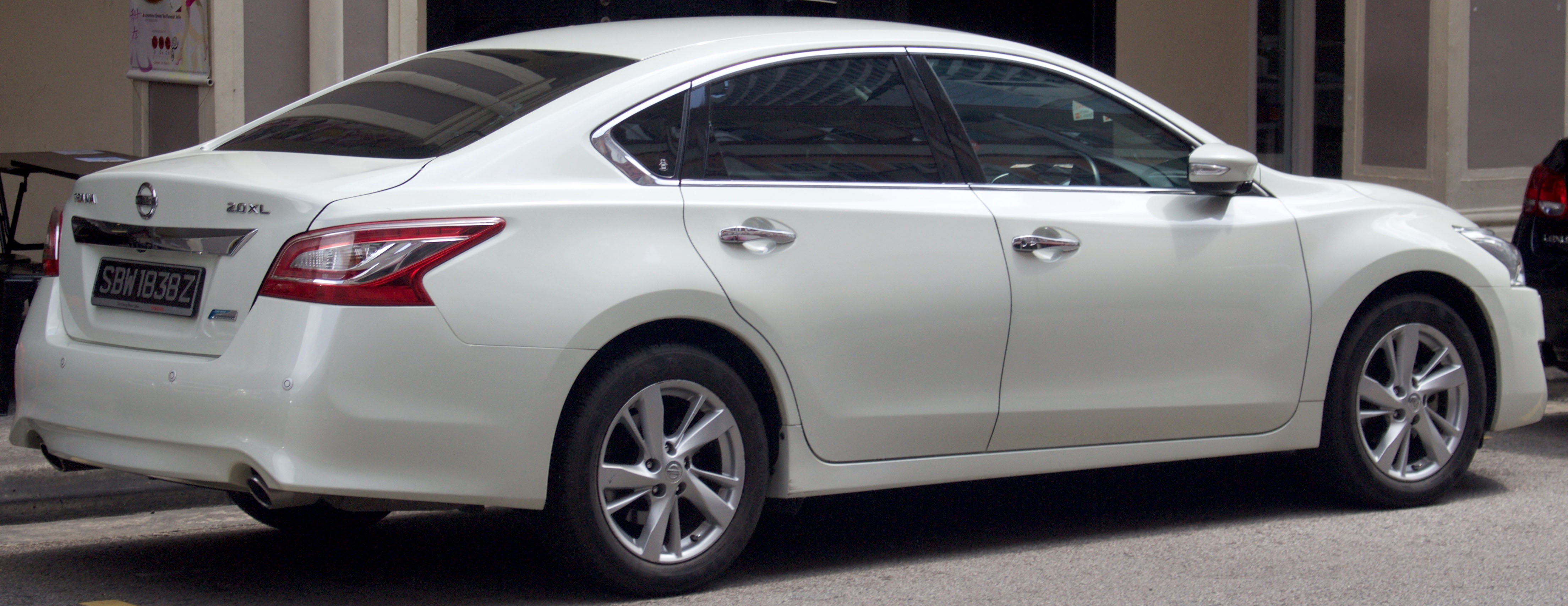
Вид сзади
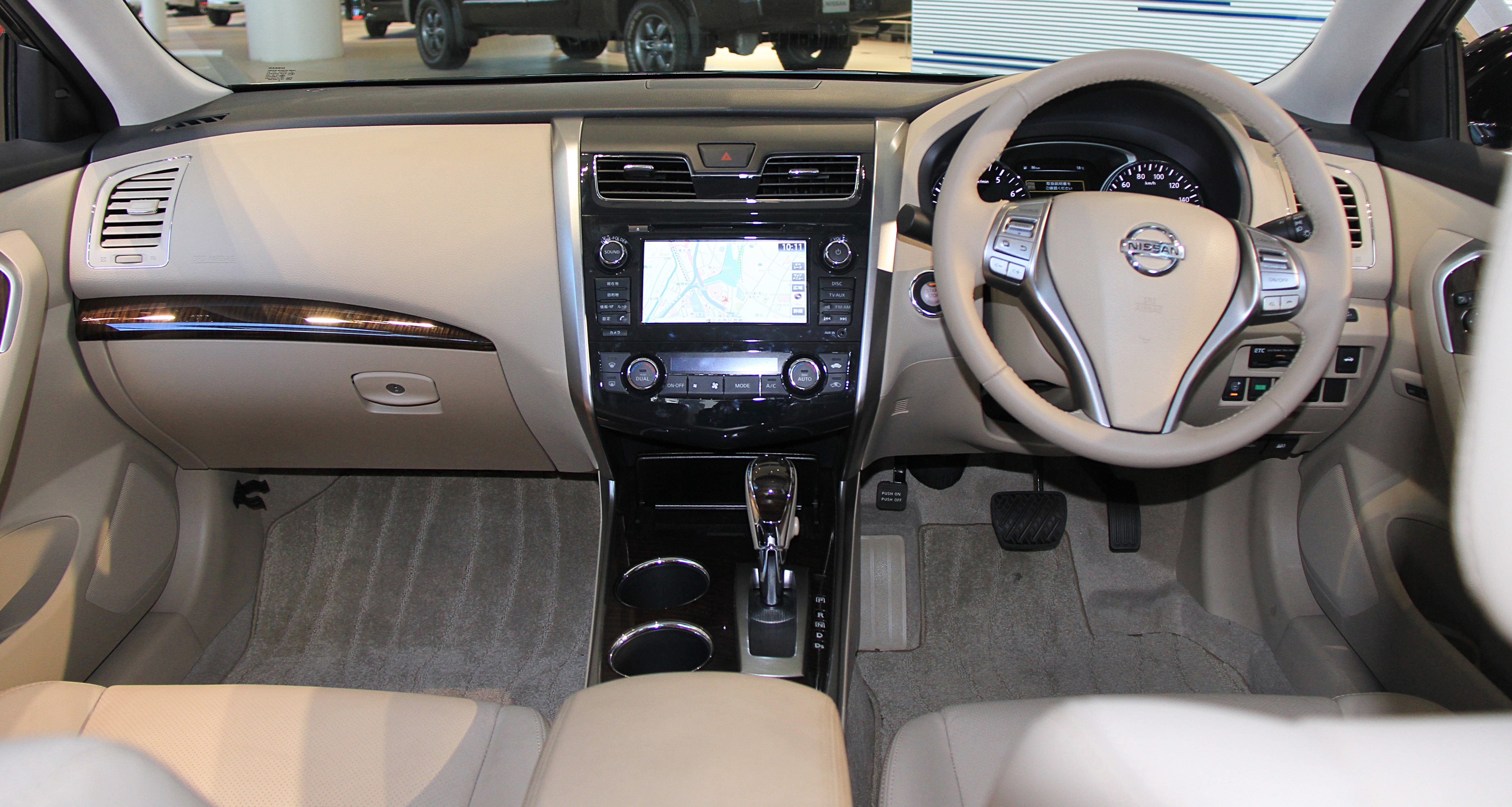
Интерьер
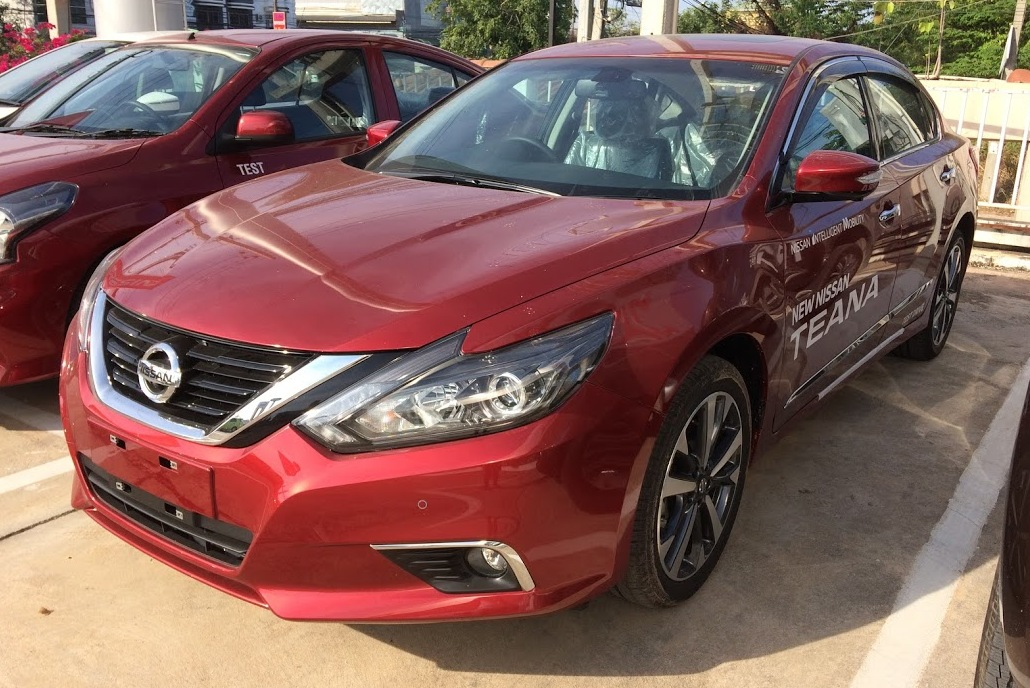
Nissan Teana 2018 года